# Kückelsheim (Adelsgeschlecht, Lüdinghausen)

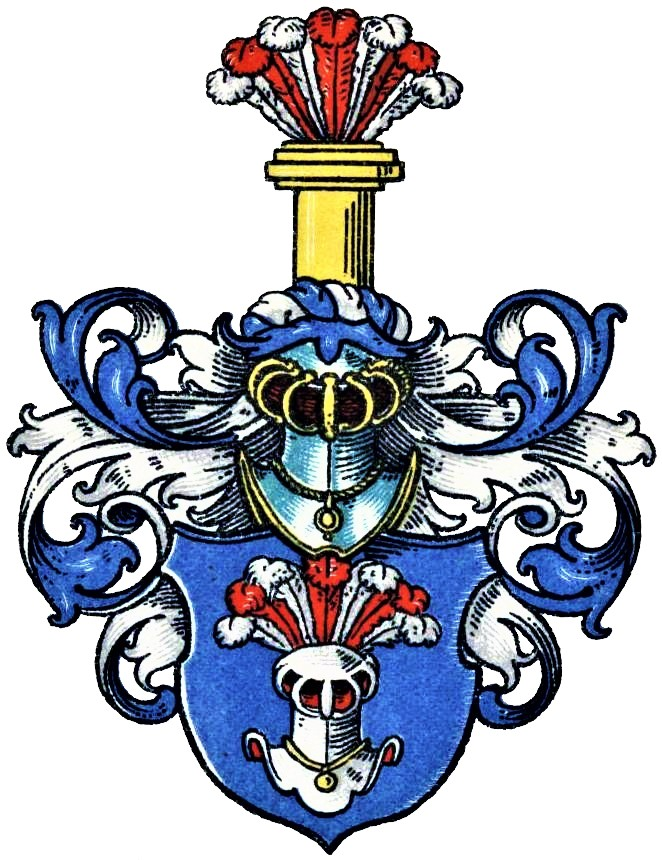
Wappen derer von Kückelsheim im Wappenbuch des Westfälischen Adels

Kückelsheim (auch: Kuchelsheim, Kuckelhem, Kuckelsem o. ä.) ist der Name eines westfälischen Adelsgeschlechts.
Das Geschlecht ist von einem gleichnamigen Adelsgeschlecht derer von Kückelsheim zu unterscheiden, dessen Familienmitglieder Lehnsleute des Klosters Werden und des Stifts Essen waren und das um 1430 erlosch. Letztere Familie hatte eine schrägrechts gestellte Pferdepramme im Wappen.

## Geschichte
Der Stammsitz des hier behandelten Geschlechts lag in der Bauernschaft Kökelsum bei Lüdinghausen, den die Familie schon 1309 besaß. Ferner hatte die Familie Haus Gröneberg in Uentrop (Hamm) (urkundl. 1700–1745) sowie Haus Kemnade (1579) und Haus Darup (1596–1696) im ehemaligen Kreis Coesfeld im Besitz.
1208 wird ein Conradus de Kuckelshem urkundlich genannt. Otto von Kukelshem hatte um 1300 die Vogtei zu Hedemar und ein Steinhaus zu Geseke von den Grafen von Arnsberg zum Lehen. Dieselbe Vogtei besaß 1330 Engelbert von Kuckelhem, der sie auf Bertold von Wesselberg resignierte. Florken von Kuckelsem war 1347 Freigraf zu Dortmund.
Die Familie erlosch kurz nach 1800.

## Persönlichkeiten

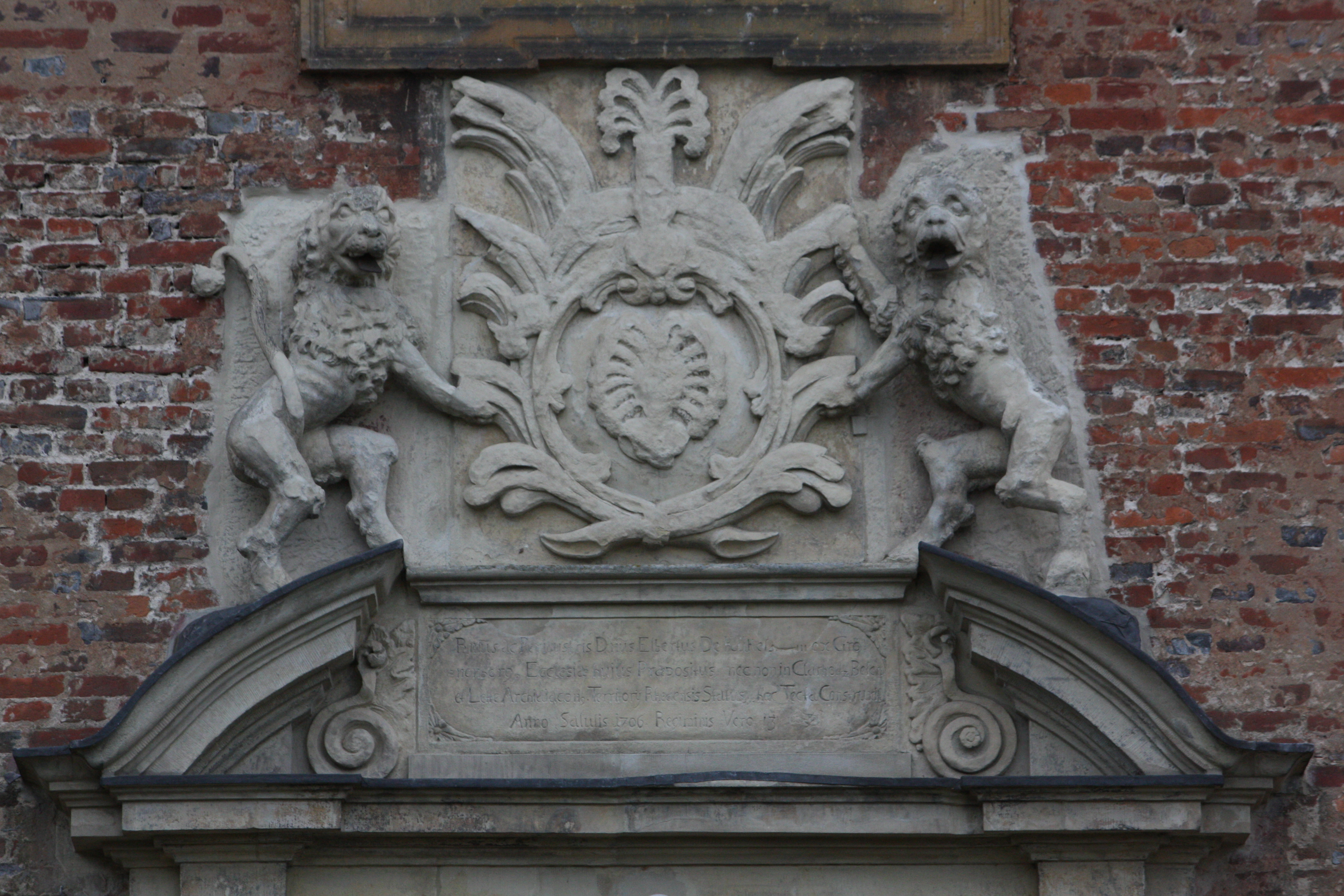
Wappen des Elbert von Kückelsheim am Propsteihof in Clarholz

- Elbert von Kückelsheim († 1750), 1693–1750 Propst des Stifts Clarholz

## Wappen
Blasonierung: In Blau ein silberner Helm abwechselnd mit vier silbernen und drei roten Straußenfedern besteckt. Auf dem blau-silbern bewulsteten Helm eine goldene Säule, oben mit den sieben Federn besteckt. Die Helmdecken sind blau-silbern.
Anton Fahne stellt abweichend dar, dass der Helm im Schild „in der Regel mit Schwungfedern rings umgeben ist.“